# Santa Monica Pier Aquarium
Santa Monica Pier Aquarium – oceanarium w Santa Monica w Kalifornii, położone na Santa Monica Pier. Od roku 2003 prowadzone jest przez Heal the Bay, organizację non-profit. Poprzednio znane było jako Ocean Discovery Center i prowadzone było przez UCLA.